# Lantis
Lantis株式會社（株式会社ランティス，Lantis Co., Ltd.，一部分的CD上記載為Lantis Records Co.,Ltd.）原是與動畫、遊戲、聲優相關的唱片公司，為萬代影視的子公司，實際上擔任萬代南夢宮集團的音樂軟體事業。曾與萬代影視一起被萬代南夢宮控股重組為新的子公司萬代南夢宮藝術，現已成為萬代南夢宮Music Live旗下部門，但仍保留Lantis的厂牌。
公司名稱為《魔法陣都市》原作者麻宮騎亞所命名。取自傳說大陸亞特蘭提斯（Atlantis），寄予公司繁榮的期望。

## 公司概要
萬代裁員時所清算的萬代音樂娛樂（舊：阿波龍音樂工業）以及子公司（和各出資一半）的原社員、職員們所創立。從前身的各家公司事業裡，專門針對動畫、遊戲音樂事業。
公司創辦人兼社長是LAZY擔任鍵盤手與音樂製作的井上俊次，董事是原的音樂監製伊藤善之與詞曲家伊藤真澄夫婦。
2002年時，將陷入經營不善的舊 Group Corporation（現）關係企業的動畫歌曲専門唱片公司 Art Bank予以合併（大久保薰等人隨此加入專屬artist）。
另於2004年7月與Geneon Entertainment共同設立新公司On The Run（『MellowHead』廠牌），（在2006年8月31日被母公司的Lantis吸收合併。『MellowHead』成為該公司旗下廠牌之一）。
2014年9月，與 Amuse 和 BANDAI NAMCO Live Creative 兩家公司就動畫相關內容的海外發展發表締結業務合作聲明。海外拓展的內容包含：
Lantis 旗下藝人（Amuse 擁有演唱會主辦權）、
Lantis、BANDAI NAMCO Live Creative 所有版權的動漫歌曲（於 ASMART （页面存档备份，存于） 上架）、
動漫相關活動（如 Lantis Festival 和 Anisong World Matsuri （页面存档备份，存于））。
為拓展歐洲市場，於2016年1月再與 Amuse 合資設立 AmuseLantis Europe S.A.S.，並於同年4月正式啟用。
2018年4月1日，與萬代影視一起被萬代吸收合併，改名為新成立的萬代南夢宮藝術（バンダイナムコアーツ、BANDAI NAMCO Arts），Lantis公司從此正式走入歷史。而「Lantis」這個商標名稱由經過組織調整後的音樂部門繼承。

## Lantis關係的藝人

### Lantis所屬者
- 麻生夏子
- 渥美佐織
- 伊藤加奈惠
- 岩田光央
- 遠藤正明
- 小野大輔
- 小野賢章
- 小野友樹
- OLDCODEX（鈴木達央）
- SCREEN mode（林勇）
- 影山浩宣
- 茅原実里
- 栗林美奈實
- 後藤邑子
- JAM Project
  - 影山浩宣
  - 遠藤正明
  - 北谷洋
  - 奥井雅美
  - 福山芳樹
  - ヒカルド・クルーズ（日语：ヒカルド・クルーズ）
- G.Addict（日语：G.Addict）
  - 梶裕貴
  - 阿部敦
  - 寺島拓篤
  - 堀江一眞
- GRANRODEO（谷山紀章）
- 椎名碧流
- 新谷良子
- 鈴村健一
- Ceui
- Snow*
- 第二文藝部（日语：第二文芸部）
- 2HEARTS（日语：2HEARTS）
- 橋本美雪
- 速水獎
- 平川大輔
- 古川慎
- 飛蘭
- milktub
- MOSAIC.WAV
- 森久保祥太郎
- 妖精帝國
- yozuca*
- ゆうまお（日语：ゆうまお）
- LAZY（日语：LAZY）
  - 影山浩宣
  - 高崎晃
  - 井上俊次（日语：井上俊次）
- ワイルド三人娘（日语：ワイルド三人娘）
- Shihori
- 喜多修平（日语：喜多修平）
- Rey（日语：Rey (バンド)）
- ChouCho
- 田所梓
- 大橋彩香
- ORESAMA
- rionos

### kiramune所属者
- CONNECT（日语：CONNECT）（岩田光央・鈴村健一）
- KAmiYU（日语：KAmiYU）（神谷浩史・入野自由)
- 浪川大輔
- 柿原徹也
- 岡本信彥
- Trignal（日语：Trignal）（江口拓也・木村良平・代永翼)
- 吉野裕行

### GloryHeaven所属者
- sphere（豐崎愛生、高垣彩陽、戶松遙、寿美菜子）
- 中原麻衣
- 結城愛良
- eufonius
- Little Non（日语：Little Non）
- KOKIA

### MellowHead所属者
- ALI PROJECT
- 伊藤真澄
- 緒方惠美
- CooRie
- kukui
- 清水愛
- NANA
- marble
- 美鄉あき
- Meg rock（日语：Meg rock）
- YURIA（日语：YURIA）（Honey Bee）
- Riryka（日语：Riryka）
- R・O・N（日语：R・O・N）
- 能登麻美子

### 前所属者
- UNDER17（日语：UNDER17）（2004年12月解散）
  - 桃井晴子
  - 小池雅也（日语：小池雅也）
- SKE48（2009年12月25日從日本移籍）
- クローバー (声優ユニット)（日语：クローバー (声優ユニット)）（事實上解散）
- JAM Project
  - 水木一郎
  - 松本梨香
- 坂本英三
- 千葉紗子
- 野川櫻
- 宮崎羽衣
- みっくすJUICE（日语：みっくすJUICE）（2004年1月解散）
  - 中原麻衣（獨唱繼續）
  - 植田佳奈
  - 斎藤千和
  - 森永理科
- 平野綾
- 喜多村英梨
- 小坂梨由
- 小枝
- LAZY（日语：レイジー）
  - 田中宏幸（日语：田中宏幸）（2006年9月1日逝去）
  - 樋口宗孝（日语：樋口宗孝）（2008年11月30日逝去）
- fhána（2023年3月10日移籍至日本古倫美亞）

## 參加動畫、遊戲製作音樂相關

### 動畫
1999年
- 宇宙海賊米多的大冒險

2000年
- 疾速戰警
- 真蓋特機器人對NEO蓋特機器人
- 天使禁獵區
- Fragile Hearts Series〜こわれもの〜

2001年
- 天使的尾巴
- 銀河天使
- 激鬥戰車
- 辣妹當家
- 宇宙人形17
- 魔神凱撒
- 魔法少女貓
- よばれてとびでて!アクビちゃん

2002年
- アーケードゲーマーふぶき
- 笑園漫畫大王
- 拜託了老師
- 變裝遊戲
- 超重神GRAVION
- 灰羽連盟
- 鋼鐵偵探J
- 迷糊天使

2003年
- 一騎當千※協力制作
- 拜託了雙子星
- 你所期望的永遠
- 聖槍修女
- 魁！！天兵高校
- 機甲露寶
- 天使的尾巴Chu!
- 廢棄公主
- セイント・ビースト～聖獣降臨編～
- 初音島※一部份的廣播劇CD是フロンティアワークス製作
- 秀逗美眉6/17
- 成惠的世界
- ぽぽたん
- 魔神凱撒 死鬥！暗黑大將軍
- 妄想科學美少女

2004年
- 女孩萬歲
- 現視研
- 不平衡抽籤
- 戀風
- 新蓋特機器人
- DearS
- 超重神GRAVIONZwei
- 熊貓鐵金剛
- 光與水的女神
- Phantom -PHANTOM THE ANIMATION-
- 雙戀
- 舞-HiME
- 美鳥日記

2005年
- IGPX
- 女孩萬歲 second season
- 高機動幻想GPM～嶄新之行軍歌～
- SHUFFLE!
- 超級機器人大戰ORIGINAL GENERATION THE ANIMATION
- 喜歡所以喜歡
- セイント・ビースト～幾千の昼と夜〜
- 初音島
- 到另一個你的身邊去
- 雙戀Alternative
- 舞-乙HiME
- 青檸色之戰奇譚X CROSS 〜恋、教ヘテクダサイ。〜

2006年
- 後天的方向
- 傳頌之物
- 銀河天使II
- 不平衡♥抽籤
- 超級機器人大戰OG -Divine Wars-
- 涼宮春日的憂鬱
- 草莓狂熱
- 地上最強新娘
- 戰吼
- 小心啊公主
- 魔法美少女
- 甜蜜偶像
- 鍊金三級魔法少女

2007年
- 偶像大師 XENOGLOSSIA
- 怪物王女
- 花鈴的魔法戒
- 君吻 pure rouge
- 手機少女
- 現視研2
- 鋼鐵神將
- 萌少女的戀愛時光
- SHUFFLE! MEMORIES
- School Days
- 黑騎士(蜘蛛戰神記)
- セイント・ビースト～光陰敘事詩天使譚～
- 初音島II
- 向陽素描
- 蛋黃醬蘿莉
- 萌單
- 幸運☆星

2008年
- 夕陽染紅的坡道
- 喰霊―零―
- 君が主で執事が俺で
- 狂乱家族日記
- 紅 kurenai
- Keroro軍曹 ※第五季以後
- 死後文
- 絕對衝激 ～柏拉圖之心～
- true tears
- 二十面相少女
- 新·安琪莉可
- 新·安琪莉可 Abyss -Second Age-
- Battle Spirits 少年突破馬神
- 虎子
- 蒼色騎士
- 非常辣妹

2009年
- 青花
- 空罐少女!
- 明日的與一!
- 海物語
- CANAAN
- KIDDY GiRL-AND
- 肯普法
- 天才麻將少女
- 神曲奏界
- 真魔神 衝擊！Z篇
- 涼宮春日的憂鬱（2009年版）
- 穿越宇宙的少女
- 仰望天空的少女瞳中的世界
- 浪漫追星社
- 大正野球娘。
- 戰鬥司書The Book of Bantorra
- 花冠之淚
- 信蜂
- 仰望天空的少女瞳中的世界
- NEEDLESS
- 初恋限定。
- Battle Spirits 少年激霸彈
- Phantom 〜Requiem for the Phantom〜
- 公主戀人
- 簡單易懂的現代魔法

2010年
- 玩伴貓耳娘
- 最後大魔王
- MM一族
- 少女妖怪 石榴
- 刀語
- 文學少女
- 祝福的鐘聲
- 侵略！花枝娘
- 超級機械人大戰OG -The Inspector-
- 涼宮春日的消失
- 聖痕鍊金士
- 装甲騎兵ボトムズ Case;IRVINE
- 偵探歌劇少女福爾摩斯
- 信蜂
- 傳說的勇者的傳說
- 咎狗之血
- 變形金剛進化版
- 笨蛋，測驗，召喚獸
- LoveLive!單曲PV
- 爆漫王
- Battle Spirits Brave
- 百花繚亂 SAMURAI GIRLS
- 破刃之劍
- 超元氣3姊妹
- 大小姐×執事!

2011年
- IS〈Infinite Stratos〉
- 我們沒有羽翼
- 卡片戰鬥先導者
- 神的記事本
- 機動戰士鋼彈AGE
- 境界線上的地平線
- 激戰！彈珠人
- 30歲的健康教育
- 侵略！花枝娘
- 聖痕鍊金士
- 世界一初戀
- 戰場女武神3
- 迷糊軟網社
- T.P.さくら 〜タイムパラディンさくら〜 時空樹防衛戦
- 美食獵人
- 永久之久遠
- 吸血猫
- 眾神中的貓神
- 日常
- 笨蛋，測驗，召喚獸
- 爆漫王。 第二季
- 花開物語
- 維他命X Addiction
- +tic模型姊姊
- Baby Princess 3D 嘉年华0
- 小舞的魔法與家庭之日
- 請認真的和我戀愛！！
- 純白交響曲
- 魔乳秘劍帖
- 超元氣3姊妹 增量中！
- 未來日記
- Rio RainbowGate!
- 灣岸4 (Wangan Midnight Maximum Tune 4)

2012年
- 中二病也要談戀愛！
- Aikatsu！偶像活動！
- 翡翠森林狼與羊
- 就算是哥哥，有愛就沒問題了，對吧
- 卡片戰鬥先導者亞洲環行篇
- 少女與戰車
- Campione 弒神者！
- 黑子的籃球
- 激戰！彈珠人
- 戀愛與選舉與巧克力
- CØDE:BREAKER 法外制裁者
- 極樂院女子高寮物語
- 其中1個是妹妹！
- 咲-Saki- 阿知賀編
- 殭屍哪有那麼萌？
- 能量獸之戰獸旋戰鬥
- 人類衰退之後
- 美少女死神 還我H之魂！
- TARI TARI
- 侦探歌剧少女福尔摩斯~第二幕
- 偵探歌劇少女福爾摩斯Alternative ONE
- 中二病也想談戀愛！
- 夏色奇蹟
- 惡魔高校D×D
- 爆漫王。 第三季
- 無賴勇者的鬼畜美學
- 華麗一族
- 緋色的碎片
- 向陽素描第四季
- 冰果
- 最強學生會長

2013年
- RDG 瀕危物種少女
- 革神語〜天啟劍神〜
- 宇宙戰艦大和號2199
- 有頂天家族
- 黑色嘉年華
- 境界的彼方
- 銀狐
- 黑子的籃球第2期
- 鎖鎖美小姐@不好好努力
- 翠星的格爾岡帝亞
- 閃亂神樂
- 初音島III
- 悠悠哉哉少女日和
- 惡魔高校D×D NEW
- 八犬傳－東方八犬異聞－
- 打工吧！魔王大人
- 花開物語劇場版HOME SWEET HOME
- 百花繚亂 SAMURAI GIRLS
- Fate/kaleid liner 魔法少女伊莉雅
- Free!
- 蒼翼默示錄Alter Memory
- 當不成勇者的我，只好認真找工作了。
- LoveLive
- 新蔷薇少女
- Walkure Romanze 少女騎士物語

2014年
- 魔女的使命
- 最近，妹妹的樣子有點怪？
- BUDDY COMPLEX
- 我們大家的河合莊
- 愚者信長
- Free!
- LoveLive 第二期
- 中二病也想談戀愛！
- 健全機鬥士
- 漫畫家與助手
- RAIL WARS! -日本國有鐵道公安隊-
- GLASSLIP
- LOVE STAGE!!
- 東京ESP
- 眷戀你的溫柔

2015年
- 夜晚的小雙俠
- 境界的彼方
- 吹響吧！上低音號
- 惡魔高校D×D
- 小長門有希的消失
- 電波教師
- 純情羅曼史
- Fate/kaleid liner 魔法少女☆伊莉雅
- 櫻子小姐的腳下埋著屍體
- 牙狼〈GARO〉
- 見習神仙 秘密的心靈

2016年
- 少女們向荒野進發
- 無彩限的幻影世界
- 紅殼的潘朵拉
- 最弱無敗神裝機龍
- 百無禁忌！女高中生私房話
- 她與她的貓
- 爆音少女！！
- 至高指令
- 文豪Stray Dogs
- Battle Spirits Double Drive
- 偶像學園STARS！
- 吸血鬼僕人
- 食戟之靈
- 元氣囝仔
- 雷加利亞三聖星
- 吹響吧！上低音號
- 競女!!!!!!!!
- 輕拍翻轉小魔女
- LoveLive! Sunshine!!
- 百無禁忌！女高中生私房話
- 神裝少女小纏

2017年
- 長騎美眉
- 政宗君的復仇
- 從零開始的魔法書
- 歡迎來到實力至上主義的教室
- 梵諦岡奇蹟調查官
- 咕嚕咕嚕魔法陣
- Code:Realize ～創世的公主～
- 小林家的女僕龍
- 末日時在做什麼？有沒有空？可以來拯救嗎？
- 時間支配者
- 天使的3P！
- 劇場版 Fate/kaleid liner 魔法少女☆伊莉雅 雪下的誓言
- 如果有妹妹就好了。
- LoveLive! Sunshine!!第二期

## 外部連結
- （日語）Lantis官方網站 （页面存档备份，存于）
- （日語）MELLOW HEAD官方網站 （页面存档备份，存于）
- （日語）Lantis網路廣播 （页面存档备份，存于）
- （日語）YouTube Lantis官方頻道 （页面存档备份，存于）
- （日語）Kiramune官方網站 （页面存档备份，存于）